# Nandgaon Pode
Nandgaon Pode es una ciudad censal situada en el distrito de Chandrapur en el estado de Maharashtra (India). Su población es de 3836 habitantes (2011). 

## Demografía
Según el censo de 2011 la población de Nandgaon Pode era de 3836 habitantes, de los cuales 2012 eran hombres y 1824 eran mujeres. Nandgaon Pode tiene una tasa media de alfabetización del 85,17%, superior a la media estatal del 82,34%: la alfabetización masculina es del 91,23%, y la alfabetización femenina del 78,44%.